# Törpe minoritás
A törpe minoritás kifejezés a magyar politika egyik szófordulata, amit 1848-ban Kossuth Lajos használt egy híres országgyűlési beszédében először. A rendszerváltás után ez a kifejezés a jobboldal szófordulatává vált.

## Kossuth beszéde
1848 július második felében az országgyűlés V. Ferdinánd király kérését tárgyalta, amelyben a magyaroktól katonákat kért a fellázadt olasz tartományok ellen, akiket Károly Albert szárd–piemonti király is támogatott. A Batthyány-kormány 40 ezer katonát ígért, de a radikális ellenzék feszegette az ügyet. Kérdésükre, miszerint akar-e a kormány az olaszok ellen katonákat küldeni, Kossuth azt válaszolta, hogy igen, de nem akarja, hogy megverjék az olaszokat. Ez a válasz nem tetszett sem az ellenzéknek, sem az osztrákoknak. A kérdésben Kossuth és Batthyány Lajos is összekülönbözött. Az egyre hevesebb szócsaták közepette hangzott el Kossuth mondata: „Némuljon el a törpe minoritás, mely erőszakolni akarja a ház határozatait!” 

## A rendszerváltás (1989) után
A taxisblokád idején a Napkelte adásában Jeszenszky Géza használta ezt a kifejezést a blokádot támogatók ellen. A nyilatkozó politikusok többször „Walky-Talkyval játszadozó törpe minoritás”-ként hivatkoztak rájuk, holott sok esetben a taxisok a lakosság széles támogatását élvezték.